# Espoo
Espoo ([éspo]; švedsko Esbo) je mesto na Finskem. Je zahodno od prestolnice Helsinki v južnem delu Uusimaa. Prebivalcev ima približno 314.000. Je 2. najbolj naseljena občina na Finskem. Espoo je del metropolitanskega območja Helsinki, ki ima približno 1,6 milijona prebivalcev. Espoo je na severni obali Finskega zaliva in meji na Helsinke, Vantaa, Kirkkonummi, Vihti in Nurmijärvi. Mesto vključuje enklavo Kauniainen. Espoo pokriva površino 528 kvadratnih kilometrov. Espoo je dvojezična občina s finščino in švedščino kot uradnim jezikom. Prebivalstvo sestavlja 70 % govorcev finščine, 6 % govorcev švedščine in 24 % govorcev drugih jezikov, kar je precej nad nacionalnim povprečjem.
Espoo je bil naseljen v prazgodovini, z dokazi o človeških naselbinah izpred 8000 let. Toda v zgodnji železni dobi je prebivalstvo izginilo. V zgodnjem srednjem veku so regijo poseljevali Tavastijci in jugozahodni Finci. Po severnih križarskih vojnah so se švedski naseljenci začeli izseljevati v obalne regije današnje Finske. Espoo je bil ustanovljen kot avtonomna katoliška župnija v 15. stoletju. Po koncu finske vojne je imela odločitev, da leta 1812 Helsinki postanejo nova prestolnica Velikega vojvodstva Finske pod ruskim nadzorom, pomemben pozitiven vpliv na rast in razvoj občine. Kljub temu je bilo ozemlje vse do 20. stoletja pretežno agrarno. Po drugi svetovni vojni je Espoo doživel hitro urbanizacijo in znatne demografske spremembe, pri čemer je okoli leta 1950 finščina postala večinski jezik in nadomestila švedščino. Občina je leta 1963 pridobila status trga, status mesta pa je dobila leta 1972.
Za mesto je značilna predmestna pokrajina, v kateri prevladujejo samostojna stanovanja. Prepoznaven je po svojem obsežnem naravnem okolju, kot je 58-kilometrska obala, arhipelag, gozdovi, jezera in narodni park. Espoo je razdeljen na sedem večjih okrožij, od katerih je vsako nadalje razdeljeno na manjša okrožja in soseske. Za razliko od tradicionalnih mest Espoo nima osrednjega mestnega območja. Namesto tega ima pet različnih mestnih središč: Leppävaara, Tapiola, Matinkylä, Espoon keskus in Espoonlahti. Espoo ima številna lokalna središča, oblikovana okoli zgodovinskih dvorcev.
Univerza Aalto je v Otaniemiju v Espooju, poleg uspešne znanstvene skupnosti, ki jo sestavljajo zagonska podjetja in združenja, kot je VTT – Tehnično raziskovalno središče Finske. Espoo je dom vodilnih podjetij, kot so Nokia, HMD Global, Tieto, KONE, Neste, Fortum, Orion Corporation, Outokumpu in Foreca, poleg razvijalcev iger Rovio in Remedy Entertainment. Leta 2015 je Espoo postal član Unescove globalne mreže učečih se mest.

## Etimologija
Pred švedsko kolonizacijo je bil Espoo naseljen s finskim plemenom Tavastijani, območje, na katerem mesto leži, pa se je najverjetneje imenovalo drugače. Ime Espoo naj bi izhajalo iz srednjeveške švedske vasi Espaby (ali Espoby), ki je bila v zahodnem delu današnjega mesta. Morda se nanaša na trepetlike, ki so rasle na bližnjem rečnem bregu, saj je arhaična švedska beseda za drevo »äspe«, beseda za reko pa »å«, s pripono »-by«, ki pomeni vas.
Grb Espooja prikazuje zlato podkev z zlato krono na modrem ščitu. Krona se nanaša na stari kungsgård iz Espooja, podkev pa na obveznost prevoza uradnikov, vojske ali ujetnikov, ki je veljala za župnije ob Kraljevi cesti. Številne ceste v Espooju še vedno sledijo stari srednjeveški Kraljevi cesti. Kraljeva cesta na Finskem, ki se razteza od Turkuja na zahodu do Viborga na vzhodu, je nastala v 1340-ih ali 1350-ih letih in je bila takrat najpomembnejša cesta na Finskem.

## Zgodovina

### Prazgodovina
Današnji Espoo so najprej naselili lovci-nabiralci pred približno 8000 leti, nekaj tisoč let po koncu zadnjega ledeniškega obdobja. Naselbine iz kamene dobe so bile najdene v Nuuksiu in Perinkiju. Naselbine iz starejše kovinske dobe so bile najdene iz Mikkeläja] in iz Morbyja iz predrimske železne dobe, od katerih je slednja pomembna tema v zvezi z raziskavami živinoreje.:133 Sledovi zgodnje poselitve na območju ostajajo v krajevnih imenih. Na primer, izvirno ime za Soukko je bilo Soukko.
Prvi naseljenci so živeli v severnih delih sedanjega mesta, okoli jezer Pitkäjärvi, Bodomjärvi in Loojärvi, saj so bili južni deli še vedno v veliki meri pokriti z morjem. V kameni dobi so ljudje v Espooju živeli na južno obrnjenih obalah in pobočjih, saj so nudili zavetje pred mrzlimi celinskimi vetrovi. Življenje v bližini vodnih teles je olajšalo tudi lov in ribolov. Način življenja so narekovale sezonske spremembe in ljudje so le redko ostajali na enem mestu skozi vse leto.
V bronasti dobi (okoli 1500–500 pr. n. št.) se je človeška poselitev premaknila proti jugu. Znanih naselbin iz tega obdobja je malo, vendar je bilo odkritih več kot 70 grobovom podobnih ostankov iz tega obdobja, večinoma iz južnega Espooja, ki je takrat tvoril arhipelag. Ko je bilo železarstvo uvedeno na Finsko okoli leta 500 pr. n. št., je ljudem omogočilo dostop do materialov, ki so bili veliko bolj vsestranski od materialov, ki so se uporabljali prej. Vendar pa je podnebje na začetku železne dobe postalo hladnejše in zdi se, da je človeška naselbina v Espooju med tem obdobjem izginila. V Espooju so odkrili samo dve odkritji iz tistega časa.

### Švedska vladavina

#### Srednjeveški Espoo
Večino prvotnih vasi današnjega Espooja so ustanovili Tavastijski Finci glede na krajevna imena. Do 12. stoletja so bile tavastijske hiše na obali Kaukjärvija (zdaj znanega kot Pitkäjärvi), v Kauklahtiju, Karvasmäkiju, Bemböleju, Haapalahtiju in Finneviku.
Prve švedske naselbine v Uusimai so bile ustanovljene v 12. ali 13. stoletju. Švedski naseljenci so se na to območje preselili skozi sedanji kraj Kirkkonummi in nato na območje Esboby. Od tam so nadaljevali proti severovzhodu do Kauklahtija, Bemböleja in Vanhakartana. V poznejših fazah so lahko naseljenci prispeli v Espoo tudi neposredno s Švedske, najverjetneje iz Svealanda. Iz tega obdobja izvira švedsko ime za Espoo, Esbo. Naseljenci so spremenili finska imena, ki so jih uporabljali Tavastijci, v švedska: Kauklahti je na primer postalo Köklax in Karvasmäki je postalo Karvasbacka. Sedanja finska imena so se v tem procesu morda tudi spremenila od prvotnih. Na primer, ime kraja Välli je bilo morda spremenjeno v Vällskog, kar je od takrat vodilo do sedanjega finskega imena Velskola. Švedske naselbine so bile tako obsežne, da je celotno območje postalo švedsko govoreče, razen njegovega najsevernejšega dela in morda območja Haapalahti-Mäkkylä.
Palinološke analize kažejo, da se je kmetijstvo v Espooju že izvajalo okoli 11. stoletja, vendar iz tega obdobja ni ohranjenih nobenih zgodovinskih zapisov. Do poznega 13. stoletja je bil Espoo del obmejne regije med jugozahodnimi Finci in Tavastianskimi Finci. Nekateri artefakti, najdeni v Espooju, so prav tako izvirali iz starodavnih savsko-karelskih finskih noš, ženske iz pozne železne dobe in zgodnjega srednjega veka na tem območju pa so imele podoben nakit kot v regiji okoli današnjega Mikkelija.:300–301
V srednjem veku je bilo v Espooju približno 70 vaških parcel. V bližini ostankov starodavnih vasi so odkrili starodavna polja in številne prehode. Espaby (na tem mestu je bil kasneje ustanovljen dvorec Espoo) je bil verjetno najstarejša švedsko govoreča vas na tem območju. Ime Espoo se verjetno nanaša na ime reke Espoonjoki (švedsko: Esboån, prvotno Espå / Espåå), ki naj bi izviralo iz dreves trepetlike na obrežju reke (švedska beseda za "trepetlika" je äspe). Ime je bilo prvič omenjeno leta 1431. Prvotno se je sedanja reka Gumbölenjoki preimenovala v Espoonjoki po vasi, ki leži ob reki. Ko so v bližini vasi Södrik ustanovili cerkev, so reko poimenovali Espoonjoki, ki teče od jezera Kirkkojärvi do Kauklahtija.
Espoo je postal samostojna župnija v 15. stoletju. Prej je bil Espoo kapelska župnija pod Kirkkonummijem. Kamnita stolnica Espoo je bila zgrajena v 1480-ih na pobudo kmetov. Do leta 1670 so vzhodni deli Espooja pripadali župniji Helsinki, nato pa so bili uradno priključeni župniji Espoo in slottslän Raseborg.
Po drugi križarski vojni na Finsko so naseljenci iz Švedske ustanovili stalna kmetijska naselja v Uusimai. Espoo je bil do 1486–1487 pododdelek kongregacije Kirkkonummi. Najstarejši znani dokument, ki se nanaša na Kirkkonummi, je iz leta 1330; Espoo kot podpoglavje je bilo datirano v 1380, čeprav je prvi dokument, ki se neposredno nanaša na Espoo, iz leta 1431. Gradnja stolnice Espoo, najstarejše ohranjene stavbe v Espooju, označuje neodvisnost Espooja. Upravno je bil Espoo del Uusimaa. Ko je bila provinca razdeljena na vzhodno in zahodno provinco, ki ju je upravljal Porvoo oziroma grad Raseborg, je bila vzhodna meja province Raseborg v Espooju. Cesta iz 13. stoletja, ki je povezovala takrat najpomembnejša mesta na Finskem, Kraljeva cesta, poteka skozi Espoo na poti iz Stockholma prek Turkuja in Porvoa v Viipuri.

#### Dvorec Gräsa
Najstarejša frälse posest v Espooju, dvorec Gräsa, je očitno dobila frälse pravice v poznem 15. stoletju. Gräsa je eno najstarejših naselij v Espooju in najstarejše v južnem Espooju, saj je bilo verjetno ustanovljeno že v začetku 14. stoletja, ko se je švedska naselbina preselila v notranjost. Od začetka je bilo naselje na mestu sedanje cerkve Olari na obeh straneh reke Gräsanoja. Odsotnost finskih imen na tem območju razkriva, da je bilo prebivalstvo že od začetka švedsko govoreče.

#### Zgodnje novoveško obdobje
Leta 1556 se je kralj Gustav Vasa odločil stabilizirati in razviti regijo z ustanovitvijo kraljevega dvorca v Espooju. Vlada je kupila vasi Espåby in Mankby (finsko Mankki) in preselila prebivalstvo drugam ter zgradila kraljevi dvorec v Espåbyju. (Mankby je bil sčasoma zapuščen in ni bil nikoli ponovno naseljen.) Kraljev dvorec je imel kraljevega lokalnega pooblaščenca (vogt) in pobiral kraljevi davek v naravi, plačan z delom na kmetiji dvorca. Upravno središče Espoon keskus je zraslo okoli cerkve in železniške postaje Espoo, vendar je občina do današnjih dni ohranila mrežo podobno strukturo.
V 16. stoletju se je Espoo spremenil v župnijo številnih velikih kmetij. Vojna med Švedsko in Rusijo v poznem 16. stoletju je pritegnila lastnike kmetij, da so v upanju na znižanje obdavčitve ustanovili konjske posesti. Lastniki konjskih posesti so morali podpirati jezdeca v vojnah, ki jih je bojevalo kraljestvo. V poznem 17. stoletju je krona podarila zemljišča plemičem, ki so bili uspešni v vojnah, v nekaj desetletjih pa je zemljišče v Espooju prejelo sedem plemiških družin.
V zgodnjem 18. stoletju sta velika severna vojna in velika jeza povzročila revščino med ljudmi. V tem času se je veliko članov posesti v Espooju preselilo na Švedsko. Ustanovitev Sveaborga pred Helsinki je povečala promet v Espooju in številni častniki so kupili vile v Espooju. Gradnja trdnjave je zahtevala prevoz opeke iz tovarn v Espooju. V istem stoletju so se kmetijske novosti, kot sta krompir in razno sadje, razširile iz graščin na kmete.

### Veliko vojvodstvo Finska in zgodnja industrializacija
Švedska vladavina na Finskem se je končala leta 1809, ko je Kraljevina Švedska po finski vojni prepustila vse svoje ozemlje, ki je ostalo na Finskem, pod nadzor Ruskega imperija. Ko je mesto Helsinki leta 1812 postalo glavno mesto novoustanovljenega Velikega vojvodstva Finske, je sosednji župniji Espoo prineslo nov razvoj. Številni vladni uradniki in člani rastočega trgovskega razreda so kupili poletne hiše pri Espooju.
V 19. stoletju se je večina prebivalcev Espooja ukvarjala s kmetijstvom. Prebivalcev je bilo okoli 4000, večina ljudi pa je živela v več kot 60 majhnih vaseh. Na polovici stoletja je skoraj 90 % prebivalstva govorilo švedščino kot prvi jezik. Bogata župnijska posestva in dvorci so kot delovno silo potrebovali služkinje, kmečke pomočnike in kmete zakupnike za vzrejo živine, pridelke in pridelavo zelenjave na vrtovih. Ribolov je bil pogost tudi v obalnih območjih. Kmetija Glims v Karvasmäkiju je bila ohranjena kot muzej, ki predstavlja podeželsko življenje v Espooju v tem obdobju, ko je bil industrijski razvoj na Finskem še vedno majhen.
Podeželska skupnost v Espooju se je začela spreminjati v drugi polovici 19. stoletja. Nekaj opekarn je bilo zgrajenih že v 18. stoletju na območju dvorca Espoonkartano, ki stoji v zahodnem delu današnjega mesta, vendar je industrijska revolucija začela dobivati zagon šele z gospodarskimi reformami carja Aleksandra II. Finska. Ko se je rusko-finska trgovinska zakonodaja sprostila, so bile ustanovljene nove opekarne v Espoonlahtiju in Kauklahtiju, saj so obale zaliva Espoo zagotavljale visokokakovostno glino za njihovo uporabo. Opeko so večinoma vozili s parniki v sosednje Helsinke, rastočo prestolnico velikega vojvodstva.
Najvidnejši industrijski objekt v 19. stoletju Espoo je bila žaga Bastvik na parni pogon, ustanovljena leta 1876. Poleg rastoče lesne in opekarske industrije je bila leta 1886 na otoku Staffan ustanovljena mizarska delavnica. Otok Staffan je postal dom za visoko usposobljeno in priznano skupnost mizarjev, pogovorno znano kot »Univerza v Espooju« ali »Univerza v Soukki«.

### Prva svetovna vojna
Prva svetovna vojna je vplivala na Ruski imperij in Veliko vojvodstvo Finsko, ko je Nemško cesarstvo 1. avgusta 1914 napovedalo vojno Rusiji. Rusija se je takoj začela pripravljati na vojno proti Nemčiji. Na začetku vojne so bile glavne sile ruske baltske flote skoncentrirane v Sveaborgu pred Helsinki. Ruska vojska se je bala, da bo Nemčija uporabila južno Finsko za napad na Petrograd, zato je Rusija začela graditi več kot 20 kilometrov dolgo verigo utrdb okoli Helsinkov, da bi ga zaščitila.:16 Gradnja utrdbe se je začela leta 1915 in trajala skoraj tri leta.
Gradnja utrdbene verige je zahtevala ogromno delovne sile. Gradnjo je vodila inženirska uprava Sankt Peterburga, v praksi pa je dejansko delo vodilo inženirsko vojaško osebje v Sveaborgu. Lokalni inženirski urad je bil v Leppävaari v Espooju. Čeprav je ruska vojska poskušala ohraniti gradnjo utrdbene verige v tajnosti pred sovražnikom, obstajajo nemška obveščevalna poročila z opisi ruske utrdbene verige.
Zaradi pomanjkanja razpoložljive delovne sile so se Rusi zatekli k razlastitvi, ki jo dovoljuje ruska vojaška zakonodaja. Dvorcem v Espooju je bilo ukazano, naj pošljejo po enega moža in enega konja za delo pri gradnji. Skupno število delovne sile v utrdbi ni znano, vendar je bilo zaradi razlastitve 4000 ljudi, od tega 1300 v Leppävaari in 1500 v Tapioli junija 1916.
16-letna Annukka Koskinen, ki je živela na kmetiji Bergans v Suur-Leppävaara, je junija 1916 pisala o razlastitvi:

Bilo je res nesramno. Lansko leto so [Rusi] prevzeli nadzor nad tremi velikimi stavbami in zavzeli bi tudi zadnjo, če se ne bi pritožili uradu guvernerja. Celo poletje so gradili utrdbe po celem hribu. Drevesa so posekali in na njihovo mesto zasadili nova. Veste, da bo le malo od teh na novo posajenih dreves preživelo. – To pomlad so [vojaki] na vajah streljali na naša polja. Pred dvema dnevoma smo dobili ukaz, da morajo biti hiša, velika drvarnica in savna naslednji dan do poldneva prazni.
Ruska revolucija leta 1917 je ustavila dela na utrdbi. Finska je svojo popolno neodvisnost razglasila decembra 1917 in utrdbe nikoli niso bile dejansko potrebne za zaščito Sankt Peterburga pred nemškim napadom. Utrdbe so bile prikazane samo v eni bitki med finsko državljansko vojno, ko so se rdeče sile v Leppävaari borile z nemškimi silami, ki so prišle na pomoč Beli gardi 14. aprila 1918. Utrdbe so kasneje uporabili kot skladišče streliva in civilno zaščito med drugo svetovno vojno.

### 20. stoletje
Espoo je začel hitro rasti v 1940-ih in 1950-ih. Kmalu po koncu nadaljevalne vojne je prebivalstvo Espooja naraslo za štiri tisoč, saj so bili v mestu naseljeni vojaki na prvi liniji in evakuirani prebivalci z odstopljenih ozemelj (vključno s polotokom Porkkalanniemi, ki je bil v najemu Sovjetske zveze med letoma 1944 in 1956). Infrastruktura Espooja ni bila pripravljena na tako hitro rast. Velika sprememba se je zgodila v poznih 1940-ih, ko se je Helsinška tehnološka univerza preselila iz Hietalahtija v Helsinkih v večje prostore v Otaniemiju in začelo se je načrtovanje mestne četrti z vrtom Tapiola.
Od leta 1944 do 1956 je zaliv Espoonlahti med Espoom in Kirkkonummijem služil kot meja pomorske baze Porkkala pod nadzorom Sovjetske zveze. Velik del Kirkkonummija, pa tudi ozek pas morja in nekaj otokov v Espooju so bili vključeni v območje pomorske baze.
Za razliko od sosednjega mesta Helsinki Espoo ni uspel razviti pravega mestnega središča, temveč se je oblikoval v območje več središč. Novo upravno središče mesta, Espoon keskus, je bilo zgrajeno v sedemdesetih letih prejšnjega stoletja okoli železniške postaje Espoo in stare cerkve iz sivega kamna v Espooju.
Mesto se je hitro razvilo iz podeželske občine v popolnoma industrijsko mesto in leta 1972 pridobilo mestne pravice. 1. januarja 1972, ko je Espoo pridobil mestne pravice, je imelo več kot 100.000 prebivalcev, zaradi česar je bilo četrto največje mesto v Takratna Finska, po Helsinkih, Turkuju in Tampereju.
Zaradi bližine Helsinkov je Espoo kmalu postal priljubljen med zaposlenimi v prestolnici. V petdesetih letih od 1950 do 2000 je prebivalstvo Espooja naraslo z 22.000 na 210.000, predvsem zaradi obsežnih migracij iz drugih delov Finske. Od leta 1944 do 1956 je zaliv Espoonlahti med Espoom in Kirkkonummijem služil kot meja pomorske baze Porkkala pod nadzorom Sovjetske zveze. Velik del Kirkkonummija, pa tudi ozek pas morja in nekaj otokov v Espooju so bili vključeni v območje pomorske baze. V Espooju je železniška postaja Kauklahti blizu meje do mornariške baze postala strogo nadzorovana mejna postaja med Finsko in Sovjetsko zvezo. Kopenska povezava s Porkkalo je potekala preko mostu Kivenlahti. V času pomorske baze je bil del zahodne obale evakuiran, okna hiš v obmejnih vaseh na sovjetski strani pa so morali ponoči zakrivati. Okna vlakov, ki so potovali skozi območje, najeto za Sovjetsko zvezo, so morala biti med prehodom čez sovjetsko ozemlje od zunaj pokrita z lesenimi loputami, ki so se lahko ponovno odprla šele ob ponovnem vstopu na Finsko.
Za razliko od sosednjega mesta Helsinki Espoo ni uspel razviti pravega mestnega središča, temveč se je oblikoval v območje več središč. To je bilo delno zato, ker je bil prostorski načrt iz leta 1968, kjer je bil Espoo razdeljen na štiri ločena območja, z upravnim središčem v Muurali (pozneje znano kot Espoon keskus), delno zato, ker večina zemljišč v Espooju dejansko ni bila v lasti mesta, temveč v zasebni lasti, usmerjanje novogradnje tja, kjer je bilo mogoče, namesto uporabe ustreznega prostorskega načrta.
Precej gosto naseljeni okrožji Tapiola in Leppävaara v vzhodnem Espooju sta bili podvrženi poskusom ločitve od mesta Espoo iz dveh smeri: po eni strani so prebivalci okrožij želeli, da postanejo samostojne občine, po drugi strani pa sosednje mesto Helsinki je hotelo okrožja priključiti Helsinkom. Vsi ti poskusi so bili neuspešni in okrožja so ostala del Espooja, ki se je leta 1963 spremenil iz podeželske občine najprej v trg in nato leta 1972 v mesto.[33] Novo upravno središče mesta, Espoon keskus, je bilo zgrajeno v sedemdesetih letih prejšnjega stoletja okoli železniške postaje Espoo in stare cerkve iz sivega kamna v Espooju.
Necentralizirana narava Espooja je povzročila znatne razlike med njegovimi okrožji. Različni deli Espooja so vključevali bogato vrtno mestno okrožje Tapiola, velika območja, ki so še vedno ostala podeželje, in nova predmestja, kot so Haukilahti, Karakallio in Soukka. Nesoglasja med različnimi okrožji so bila pogosta in so Espooju prinesla sloves prepirljive občine po vsej državi.
Mesto se je hitro razvilo iz podeželske občine v popolnoma industrijsko mesto in leta 1972 pridobilo mestne pravice. 1. januarja 1972, ko je Espoo pridobil mestne pravice, je imelo več kot 100.000 prebivalcev, zaradi česar je bilo četrto največje mesto v Takratna Finska, po Helsinkih, Turkuju in Tampereju.
Zaradi bližine Helsinkov je Espoo kmalu postal priljubljen med zaposlenimi v prestolnici. V petdesetih letih od 1950 do 2000 je prebivalstvo Espooja naraslo z 22.000 na 210.000, predvsem zaradi obsežnih migracij iz drugih delov Finske. Od leta 1945 je večina ljudi v Espooju finsko govorečih. Leta 2006 so švedsko govoreči prebivalci predstavljali komaj 9 % celotnega prebivalstva. Rast prebivalstva se še vedno nadaljuje, vendar počasneje. Poleti 2022 je prebivalstvo Espooja naraslo na več kot 300.000 prebivalcev.

## Geografija

### Splošno
Espoo ima površino 528 kvadratnih kilometrov - 312 kvadratnih kilometrov (59 %) kopnega in 216 kvadratnih kilometrov (41 %) vode. Morska voda predstavlja 37 % celotne površine Espooja, celinska voda pa nekaj več kot 3 %. Severno od bujnih rečnih območij in polj v osrednjem Espooju se arhipelaško in obalno območje v južnem Espooju spreminja v jezersko in skalnato območje. Ponekod jezerska območja v severnem Espooju spominjajo na Finsko pojezerje. Največji del jezerskega grebena v Nuuksiu je v Espooju, del pa je v sosednjem Vihtiju.:5 Največji jezeri v Uusimai, Lohjanjärvi in Hiidenvesi, sta zahodno od grebena.
Najvišja točka v Espoo je Velskola na 114,2 m nadmorske višine, najnižja točka pa je na morski gladini. Espoo je del regije glavnega mesta Helsinki in meji na mesta, kraje in občine Kirkkonummi, Vihti, Nurmijärvi, Vantaa, Kauniainen in Helsinki.
Za mesto te velikosti je Espoo dom izjemno velikih naravnih območij. Za južni del mesta je značilno morsko okolje, vključno z razgibano obalo in arhipelagom, ki ga sestavlja 165 otokov.

### Geologija
Minerali in strukture skalnate in hribovite topografije Espooja so nastali pred približno 1880 do 1650 milijoni let. Zlasti Weichselska poledenitev je vplivala na sedanje okolje – celinska ledena plošča se je pred približno 13 tisoč leti umaknila iz današnjega lokacije. Prva območja, ki so prišla na površje izpod morja, so bili visoki hribi v severnem Espooju, kot je Mustankorvenkallio.:11 Številne gladke pečine na morski obali in v arhipelagu so nastale zaradi obrabe celinske ledene plošče; na njihovih površinah so utori, ki kažejo smer toka ledene plošče. Ledene gore, ki so se odcepile od ledene plošče, so prenesle ledeniške neravnine, vključno s tistimi v Kunnarli, Soukki in Suomenoji.
Glavne vrste kamnin v kamninski podlagi Espoo so gnajs, migmatit, granit, gabro, amfibolit in sljudni skrilavec. Redek orbikularni granit je mogoče najti v Nuuksiu, nahajališče je mednarodno dragoceno. Marsikje so na skalni podlagi debele plasti ilovice, njive pa so bile preorane na z ilovico prekrite doline. Debelina glinenih plasti je nastala predvsem v Baltskem ledenem jezeru in morju Yoldia. Učinek kamninske podlage na tradicionalno naravno krajino Espoo je bil pomemben; iz plitko valovitih polj se dvigajo visoke in strme pečine. Podolgovata jezera v severnem Espooju so v dolinah v skalni podlagi. Oblikovanje kamninske podlage je določilo oblike obale, kot sta Espoonlahti in Laajalahti. Zaradi narivanja, razbarvanja gozdov in zaraščanja jezer so ponekod na ilovici nastala barja in plasti šote.

### Morsko območje
Morsko območje Espoo je precej ozek pas med morskima območjema Helsinki in Kirkkonummi.:26 Globina južnega dela morskega območja, v zunanjem arhipelagu, je največ nekaj deset metrov. Ladijska pot med Helsinki in Stockholmom na Švedskem poteka skozi najbolj oddaljene dele morskega območja, ki vsebuje majhne otočke brez gozdov, ki jih naplavlja morje. Eden od njih je nekdanji utrdbeni otok Kytö. Najmanjši otoki so plitvi otočki, kot je Stenskär. So pomembna gnezdišča ptic in številna med njimi so naravno zavarovana območja. Poleti so lahko na otokih cvetoči travniki. Otoki, ki so najbližje obali Espooja, so Stora Herrö, Pentala, Kopplorna in Lehtisaaret. Otoki gostijo številne počitniške zgradbe in jih pogosto imenujejo vmesni arhipelag.
Otoki v notranjem arhipelagu so večji in bujnejši ter vsebujejo pristanišča za čolne in stavbe ter stalna naselja na otokih, ki so najbližje obali. Obstaja kopenska povezava s celino do naseljenih otokov v Suvisaaristu in tvori svoje okrožje z bolj podeželsko podobo kot večina Espooja.
Morsko območje se razteza v notranjost na mnogih mestih kot zalivi, od katerih sta največja Espoonlahti na zahodu in Laajalahti na vzhodu. Zalivi na obali med njimi so Nuottalahti, Haukilahti in Otsolahti. Zalivi so plitvi in vsebujejo veliko otokov, zlasti v Espoonlahtiju. Večina otokov v Laajalahtiju sega čez občinsko mejo v Helsinkih. Največji polotok v Espooju je Soukka, ki se na jugu razlomi v arhipelag. Tako polotok skorajda ne ponuja razgleda na odprto morje. Najbližja pristanišča za ladje so v Helsinkih, obala Espooja pa vsebuje veliko majhnih pristanišč za čolne, največje pa je pristanišče za čolne v Suomenoji. Pomorski promet pred Espoom je sestavljen predvsem iz motornih čolnov različnih velikosti, vodnih skuterjev in trajektov, ki skrbijo za promet v arhipelagu.
Z vidika naravne geografije so obalne vode Espooja razdeljene na štiri različna morska območja, ki jih sestavljajo šteto od zahoda Espoonlahti, Suvisaaristo-Lauttasaari in Seurasaari. Četrto morsko območje je Helsinki-Porkkala južno od ostalih treh. Površina morskega območja Espoonlahti je 19,2 kvadratnih kilometrov. Območje naravnega rezervata Espoonlahti je v njegovem severnem delu. Zahodni del morskega območja je v sosednji občini Kirkkonummi. Površina morskega območja Suvisaaristo-Lauttasaari je 48,5 kvadratnih kilometrov. Sega od obal otokov Stora Herrö in Pentala do Zahodnega pristanišča v Helsinkih. Površina morskega območja Seurasaari je 13,1 kvadratnih kilometrov. Naravni rezervat Laajalahti se nahaja v njegovem severozahodnem delu. Večina morskega območja je v sosednjih Helsinkih. Površina morskega območja Helsinki-Porkkala je 400,5 kvadratnih kilometrov. Sega od vzhodne obale polotoka Porkkalanniemi do Suomenlinne in Santahamine. Otoki v morskem območju vključujejo Kytö, Stenskär, Knapperskär in Gåsgrund.

### Obala
Obala Espooja je dolga približno 58 kilometrov in pred njo je 165 otokov. Obala je raznolika in vsebuje propadajoče zalive, trstičje, peščene plaže, obalne pečine in pristanišča za čolne. Okrožje Westend vsebuje zasebne hiše, ki segajo do morske obale, medtem ko je morska obala v preostalem delu Espooja večinoma v javni uporabi. Pohodniška pot Rantaraitti se razteza skoraj čez celotno morsko obalo Espooja. Okrožje Kivenlahti vsebuje obalne pečine, umetno obalo in peščene plaže.
Kopno v Espooju se dvigne za približno četrt metra na stoletje in vlažne dvignjene obale počasi postajajo močvirja.

### Celinsko območje
V Espooju je šest območij Natura 2000: gozdno območje Bånberget, Espoonlahti-Saunalahti (delno v Kirkkonummiju), ptičje vode Laajalahti, Matalajärvi, Nuuksio (delno v Kirkkonummiju in Vihtiju) ter barja, gaji in stari gozdovi v Vestri (delno v Vantaa). Gozdovi v Espooju so večinoma borovi, sestavljeni večinoma iz smrek in borovcev, z nekaj listavcev. Ponekod so bujni in raznoliki nasadi, ki vsebujejo veliko trdega lesa, kot je hrast. Ekološko osrednje območje južnega Espooja je Espoo Central Park, sestavljen predvsem iz dveh gozdnih masivov: Harmaakallo in Bosmalm.
Najbolj znano in najbolj priljubljeno naravno območje v Espooju je narodni park Nuuksio, ki je na jezerskem višavju severnega Espooja, ki sega do Kirkkonummija in Vihtija. Nuuksio poleg sosednjih gozdov in bazenov sladke vode vsebuje majhna barja in travnike. Na tem območju so tudi bujne doline s potoki.
Najvišja točka v Espooju, Mustankorvenkallio, je v Velskoli jugozahodno od Saarijärvija 114 metrov nad morsko gladino in več kot 40 metrov nad vodno gladino Saarijärvija. Zelo blizu obale so tudi precej visoke točke, kot je hrib Kasavuori v Soukki, ki se dviga do 44 metrov nad morsko gladino.

### Rastlinstvo in živalstvo
Živalstvo mestnega osrednjega parka predstavlja tipično vrsto finskih gozdnih vrst. Najpogostejše rastline v Centralnem parku so Equisetum, praproti, Anemone, Lythrum in Orchidaceae. Običajne vrste sesalcev, ki so prisotne so evropski in planinski zajec, rakunasti pes, navadna veverica, los, lisica, različne vrste netopirjev, jazbec, pa tudi srnjad in belorepec, ki je bil na Finsko prinesen v 1930-ih kot darilo finsko-ameriških migrantov.
Ptičji rezervat Suomenoja v kraju Finnoo, južni Espoo, velja za nacionalno pomemben zaradi svoje raznolikosti ptic. Med drugim so tu ogrožena zelenonoga tukalica, pa tudi zlatouhi ponirek (Podiceps auritus) in raca konopnica (Mareca strepera). Najpogostejša in najpogostejša vrsta morskih ptic je rečni galeb (Chroicocephalus ridibundus), vendar je labod pevec pogost prizor v mestnem arhipelagu, kjer lahko najdemo tudi orla belorepca.
Mesto je dom 73 ranljivim ali ogroženim vrstam, vključno s sibirsko letečo veverico, katere finska populacija je zaradi sečnje že več desetletij strmo upadala. Leteča veverica velja za uradno žival Espooja, populacije veveric pa so še posebej številne v najsevernejših delih mesta. V nekaterih južnih območjih, vključno s Centralnim parkom, Soukka, Espoon keskus, Tapiola, Laajalahti, Hannusmetsä in Matinkylä je prisotna tudi leteča veverica.

## Prebivalstvo
Mesto Espoo ima 314.024 prebivalcev, kar ga uvršča na drugo mesto po številu prebivalcev na Finskem. Mesto Espoo je del metropolitanskega območja Helsinkov, ki je z 1.582.452 prebivalci največje mestno območje na Finskem. V mestu živi 5 % finskega prebivalstva. V Espooju ima 22 % prebivalcev tujce, kar je skoraj trikrat več kot nacionalno povprečje.
Mesto je 7. najgosteje naseljeno mesto na Finskem. Leta 2022 je bila povprečna starost ljudi v Espooju 39,0 let, kar je nižje od povprečne starosti na Finskem (43,7 let). Leta 2021 je imelo prebivalstvo Espooja drugi najvišji povprečni dohodek na Finskem za Kauniainenom.

## Kultura in znamenitosti
- Stolnica Espoo sega v pozno 15. stoletje. Krasijo jo poslikave iz začetka 16. stoletja, današnjo podobo pa je dobila šele okoli leta 1820.
- Satelitsko mesto Tapiola iz 1960-ih je posebno zanimivo arhitekturno.
- Finski muzej ur se osredotoča na merjenje časa ter zgodovino ur in izdelovanja ur. Njegovo poslanstvo je promocija znanja o urah in urarstvu na Finskem.